# Іліє Оане (стадіон)
«Стадіонул Іліє Оане» (рум. Stadionul Ilie Oană) — футбольний стадіон у місті Плоєшті, Румунія, домашня арена футбольних клубів ФК «Петролул» та ФК «Ювентус» (Бухарест).
Стадіон побудований протягом 2009—2011 років та відкритий 23 вересня 2011 року на місці старого однойменного стадіону, який експлуатувався у 1937—2010 роках. Трибуни потужністю 15 500 глядачів накриті дахом, поле з природним покриттям обладнане системою обігріву. Арена обладнана сучасною системою освітлення, двома мультимедійними відеоекранами з параметрами 6x4 м та турнікетами на входах. Інфраструктура стадіону відповідає вимогам УЄФА за категорією 4. 
Стадіону присвоєно ім'я видатного румунського футболіста і тренера Іліє Оане, який тренував збірну Румунії з футболу. Також арена відома за прізвиськом «НЛО Арена» («OZN Arena»).